# Шевове-пътечки
„Шевове-пътечки“ е съветски игрален филм, заснет в киностудията. А. Довженко през 1963 г. Единственият опит на Олег Борисов като режисьор.

## Сюжет
Роман Калинка (Олег Борисов) избра професия според поръчката. След като завършва счетоводни курсове, той стига до разпределението на просперираща колективна ферма, чийто председател е чичо му Тимофей Остапович Воронюк (Евгений Весник) и старшият счетоводител Калистрат Калистратович (Борис Бибиков), който отдавна чака възможност за пенсиониране. Роман е „техник“, инженер. Селото, с предишния си спокоен начин на живот, пламва от неговите изобретения и неспокойна енергия. Дори преместен на тиха позиция като местен пощальон, Роман, на мотоциклет със създаден от него ракетен двигател, организира преследване, което завършва в полицията на областния център. Хората наоколо разбират, че ще бъде трудно да се задържи човекът в рамките на измерен живот. С всеобщо одобрение заминава да учи за инженер.

## Създатели
- Режисьор: Олег Борисов, Артур Войтецкий
- Сценарист: Николай Зарудни
- Оператор: Михаил Беликов
- Композитор: Модест Табачников

## Актьорски състав
- Олег Борисов – Роман Степанович Калинка, счетоводител
- Евгений Весник – Воронюк Тимофей Остапович, председател на колхоза, чичо му
- Любов Стриженова (Земляникина) в ролята на Оксана, любовницата на Роман
- Павел Шпрингфелд (озвучен от Юрий Саранцев) – Дудка Гаврила Кондратиевич, пощальон
- Борис Бибиков като Калистрат Калистратович, старши счетоводител
- Николай Яковченко – Архип
- Владимир Гусев – Семьон
- Николай Гринко – полицай
- Евгений Моргунов – патрулен полицай
- Анатоли Папанов – старши лейтенант на полиция
- Лев Перфилов – ръководител на строителството